# Scaptotrigona postica
Scaptotrigona postica är en biart som först beskrevs av Pierre André Latreille 1807.  Scaptotrigona postica ingår i släktet Scaptotrigona och familjen långtungebin. Inga underarter finns listade i Catalogue of Life.